# Barania Góra (Pojezierze Bytowskie)
Barania Góra – wzniesienie o wysokości 217,4 m n.p.m. na Pojezierzu Bytowskim, położone w województwie zachodniopomorskim, w powiecie koszalińskim, w gminie Polanów.
Teren wzniesienia został objęty specjalnym obszarem ochrony siedlisk „Dolina Grabowej”.
Około 1,4 km na południowy zachód od Baraniej Góry przepływa rzeka Grabowa.
W 1950 wprowadzono urzędowo nazwę Barania Góra, zastępując poprzednią niemiecką nazwę Baren-Berg.